# ヘンリー・ギルマン

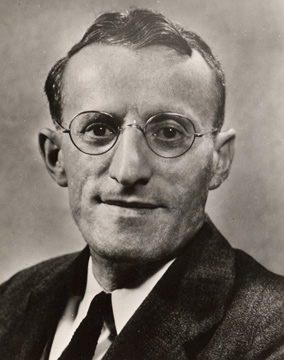
ヘンリー・ギルマン

ヘンリー・ギルマン（Henry Gilman, 1893年5月19日 - 1986年11月7日）はアメリカ合衆国の化学者。
マサチューセッツ州ボストンに生まれる。1919年から1962年までアイオワ州立大学で化学の教授を務めた。同大学の化学科の校舎は彼の名を冠している。また、ランドグラントのある大学から全米科学アカデミーの会員となった最初の化学者である。
有機金属化学の父としても知られ、彼の名を冠するギルマン試薬を開発した。
1938年に有機化学における最初の大きな教科書、Organic chemistry, an advanced treatise 全2巻を出版した。これは1943年、1953年に増補された。